# 舍夫琴基 (津科夫區)
49°58′17″N 34°22′40″E / 49.97139°N 34.37778°E
舍夫琴基（烏克蘭語：Шевченки），是烏克蘭中部的村莊，隸屬波爾塔瓦州的波爾塔瓦區。該村處於基里洛-甘尼夫卡附近，面積1平方公里，海拔高度161米，2001年人口117。